# Wesley Korir

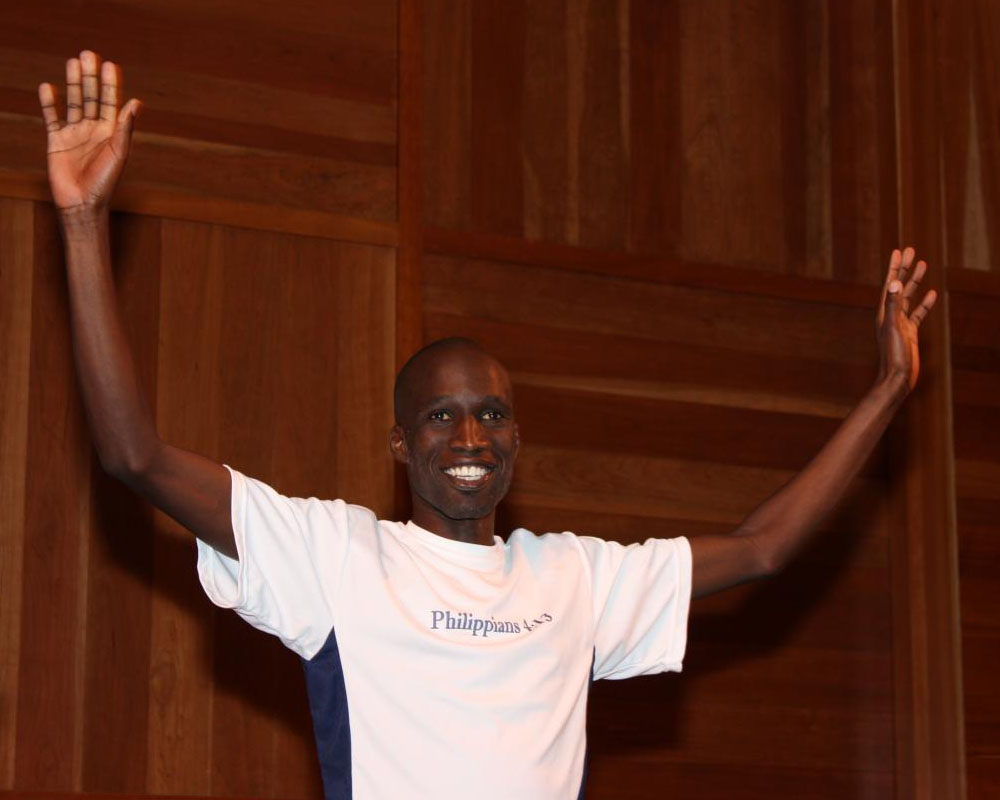
Wesley Korir após vencer a maratona de Los Angeles em 2009

Wesley Korir (Kitale, 16 de novembro de 1982) é um corredor de longa distância queniano. Vencedor da Maratona de Boston em 2012, ele tem ainda em seu currículo um bicampeonato na Maratona de Los Angeles e um segundo lugar na Maratona de Chicago em 2012, onde conseguiu a melhor marca de sua carreira, 2h06m13s.